# 區冊
區冊，南海人，家族是長沙以南的名門望族，因為知道韓愈被貶官至陽山,自己撐船至陽山拜韓愈為師，在陽山期間，深受韓愈賞識愛戴，推薦上京為官修史，後因爲要回家照顧家人，向韓愈辭行，從韓愈之送區冊序，就可以看到韓愈對學生區冊之不捨。

## 來源

### 按
唐朝韓愈《韓昌黎集•送區冊序》之內文簡述。
《廣東方志》、《廣東通志人物志》人物傳記，唐朝區冊，理學名家，師承韓愈，道德高尚，將韓愈與區冊師徒比諭為唐朝之孔孟。
廣州區家祠徵信錄所載，廣州區氏大宗祠建祠時，本來是為區家學子在省城應考科舉而建，因為適逢清政府恐怕廣州城內，漢人籍大宗祠聚集，會造成反政府勢力，所以朝廷下旨，廣州城內所有大宗祠，一律需要拆毀。城內各姓大宗祠，得悉後紛紛改名以書院、家塾為名稱，以逃避免被政府拆毀命運！因此區氏大宗祠之名，退而以區氏儒學道德名望最高尚人物，唐朝區冊號林石之名，以林石家塾為稱號，實則是區氏大宗祠。